# Operațiunea Marte
A doua ofensivă de la Rjev-Sicevka, cunoscută și cu numele de cod Operațiunea Marte, a fost o operațiune strategică lansată de forțelel sovietice împotriva celor germane lansată pe 25 noiembrie în punga de la Rjev din apropierea Moscovei. Ofensiva a fost una dintre bătăliile sângeroase și de cele mai multe ori fără rezultat din regiunea orașelor Rjev, Sicevka și Viazma dintre ianuarie 1942 și martie 1943. Aceste bătălii au căpătat tristul nume de "Mașina de tocat carne de la Rjev" ("Ржевская мясорубка") datorită numărului uriaș de soldați căzuți la datorie, în special de partea sovietică. 
Ofensiva a fost o operațiune comună a două fronturi: Frontul sovietic vestic și Frontul Kalinin, coordonate de Gheorghi Jukov. Numeroase detalii ale luptelor sunt încă necunoscute, așteptându-se încă desecretizarea unor arhive militare sovietice. 
Istoricul american David Glantz considera că această ofensivă a preocupat mai mult Marele Stat Major sovietic STAVKA) decât Operațiunea Uranus, care s-a desfășurat în aceeași perioadă, iar minimizarea ei și transformarea ei doar într-o operațiune desfășurată în sprijinul luptelor de la Stalingrad a fost cauzată mai degrabă de propagandă. Istoricul american susține că această operațiune era menită străpungerii frontului german până adânc în spatele Grupului de Armate Centru german. 